# Rafle du ghetto de Rome
La rafle du ghetto de Rome est un « coup de filet » ayant conduit à l'arrestation de 1 259 personnes, dont 363 hommes, 689 femmes et 207 enfants appartenant à la communauté juive. Cette rafle a été effectuée par les troupes allemandes de la Gestapo le samedi 16 octobre 1943 entre 5 h 30 et 14 h, principalement dans la Via del Portico d'Ottavia et les rues adjacentes, ainsi que dans d'autres quartiers de Rome,.
Après avoir libéré quelques ressortissants étrangers ou issus de mariage mixte, 1 023 personnes ont été déportées au centre de mise à mort d'Auschwitz-Birkenau. Seuls, quinze hommes et une femme survécurent.

## Les Juifs à Rome

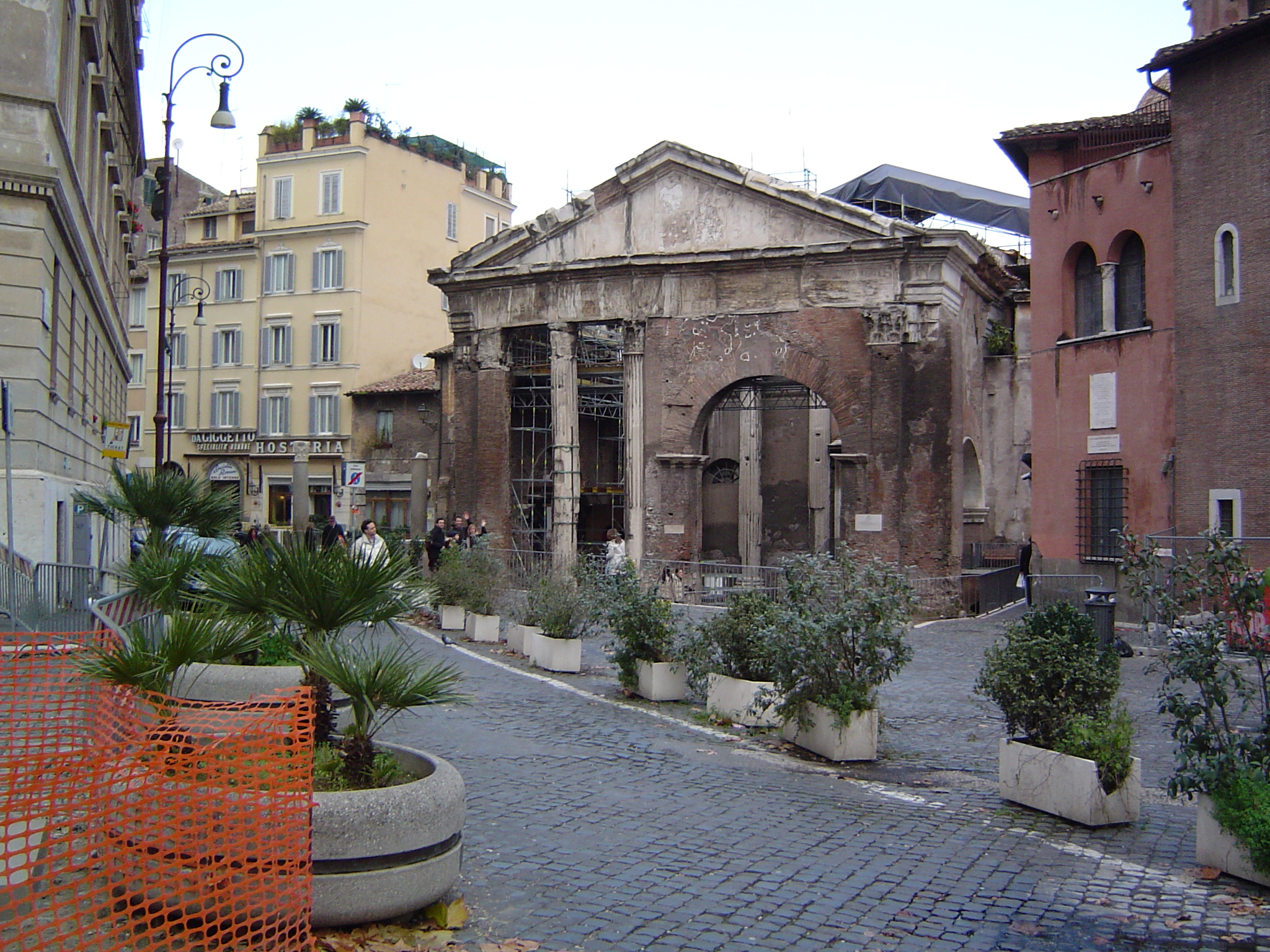
L’entrée au portique d'Octavie.

Les premiers Juifs se sont installés à Rome au IIe siècle av. J.-C. et leur nombre a augmenté après la première guerre judéo-romaine menée par le futur empereur Titus (66-70 ap. J.-C.).
En 1555, le Pape Paul IV ordonna l'installation de tous les Juifs de Rome dans une zone du rione Sant’Angelo, entre le Portique d’Octavie et la rive du  Tibre. L'endroit, clos par des murs, doté de portes fermées du crépuscule à l'aube, est rapidement baptisé « ghetto », à l'instar de celui de Venise.
En 1825, le pape Léon XII agrandit le ghetto jusqu'à atteindre la Via della reginella.
En 1848, Pie IX fait abattre les murs du ghetto et donne la liberté de résidence dans Rome aux Juifs. Néanmoins, le rione continua à être habité majoritairement par des juifs.

## Prémices à la rafle
Au début de l'occupation allemande, en septembre 1943, la communauté juive comptait environ entre 8 000  et 12 000 personnes.
Après l'armistice de Cassibile et l'occupation allemande de Rome le 10 septembre 1943, Herbert Kappler, lieutenant colonel de la SS, commandant de la SD et de la Gestapo à Rome, reçut le message suivant de  Heinrich Himmler, ministre de l'intérieur commandant des forces de sécurité de l'Allemagne nazie et théoricien de la solution finale de la question juive : « Les récents événements italiens imposent une solution immédiate au problème juif dans les territoires récemment occupés par les forces armées du Reich ».
Le 24 septembre, Himmler, dans un télégramme secret à Kappler, est encore plus explicite : « Tous les Juifs, sans distinction de nationalité, âge, sexe et condition devront être transférés en Allemagne où ils seront liquidés. Le succès de l'entreprise devra être assuré par l'effet de surprise ».
Durant l'après-midi du 26 septembre 1943, Kappler convoque dans son bureau de la villa Wolkonsky Ugo Foà, Grand rabbin de la communauté juive de Rome et le président Dante Almansi. Il leur ordonne de recueillir dans les trente six heures au moins 50 kg d'or les menaçant d'abord de déporter deux cents Juifs romains en Allemagne puis toute la communauté juive. En échange de l'or, Kappler promet la sécurité des juifs.
Le matin suivant, la collecte de l'or débute à l'intérieur de la synagogue. Au cours de l'après-midi, le Saint Siège communique officieusement qu'il autorise le prêt de lingots d'or afin de garantir les 50 kg d'or demandés par les Allemands, mais cela ne fut pas  nécessaire.
Le mardi 28 à 18 heures, après un délai supplémentaire de quatre heures accordé par Kappler, les responsables de la communauté juive romaine se présentent à la villa Wolkonsky afin de remettre l'or demandé. Kappler les fait escorter jusqu'au 155 de la Via Tasso où l'or est pesé au moins deux fois et, à la fin, le poids retenu est de 50,3 kg.
Kappler envoie aussitôt l'or à Berlin, au chef  de l’Reichssicherheitshauptamt, le général Ernst Kaltenbrunner, avec une lettre d'accompagnement dans laquelle il exprime ses doutes sur la faisabilité de la déportation et propose d'utiliser les Juifs romains comme main d'œuvre pour le travail obligatoire.
Kaltenbrunner lui répond sèchement : « C'est précisément l'extirpation immédiate et complète des Juifs en Italie qui est primordiale, compte tenu de la situation politique actuelle et de la sécurité générale en Italie ».
Une fois la guerre terminée, l'or a été retrouvé tel quel dans la caisse, dans un coin du bureau de  Kaltenbrunner.
Le 14 octobre, Kappler ordonne la mise à sac de deux bibliothèques de la communauté juive et du collège rabbinique et fait charger le butin dans deux wagons dirigés vers l'Allemagne.
Les agents de Kappler prennent possession des catalogues complets comportant les noms et les adresses des Juifs romains. Au repérage des domiciles, participent aussi les commissaires de police italiens Raffaele Aniello et Gennaro Cappa. Le même jour, Kappler envoie une lettre à Hoess, commandant du camp de concentration d'Auschwitz, lui indiquant qu'entre le 22 et le 23 octobre, il recevrait un « chargement » de plus de 1000 juifs italiens et qu'il devait se préparer à leur réserver un « traitement spécial ».

## La rafle
« Et, en arrivant, elle avait trouvé le quartier désert, les portes grandes ouvertes, personne dans les maisons et personne dans la rue. Personne. Et elle s’était informée, elle avait demandé çà et là, au cafetier aryen. Et elle avait demandé partout. Même le temple qui était désert… et j’ai couru ici et là, de l’un à l’autre… Ils sont au Collège Militaire… à la Stazione Termini… à la Tiburtina »

— Elsa Morante, La storia, 1974.
IL 16 OTTOBRE 1943

QVI EBBE INIZIO

LA SPIETATA CACCIA AGLI EBREI

E DVEMILANOVANTVNO CITTADINI ROMANI

VENNERO AVVIATI A FEROCE MORTE

NEI CAMPI DI STERMINIO NAZISTI

DOVE FVRONO RAGGIVNTI

DA ALTRI SEIMILA ITALIANI

VITTIME DELL'INFAME

ODIO DI RAZZA

I POCHI SCAMPATI ALLA STRAGE

I MOLTI SOLIDALI

INVOCANO DAGLI VOMINI

AMORE E PACE

INVOCANO DA DIO

PERDONO E SPERANZA
A CVRA DEL COMITATO NAZIONALE

PER LE CELEBRAZIONI DEL VENTENNALE

DELLA RESISTENZA
"E NON COMINCIARONO NEPPURE A VIVERE"

IN RICORDO DEI NEONATI

STERMINATI NEI LAGER NAZISTI

IL COMUNE POSE NELLA GIORNATA DELLA MEMORIA

GENNAIO 2001

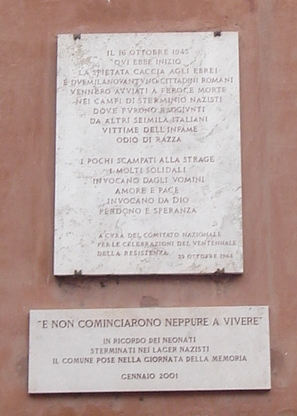
Stèles au ghetto de Rome avec les inscriptions suivantes :

À l'aube du samedi 16 octobre 1943, jour choisi spécialement car férié pour les Juifs, 365 hommes de la police allemande, sous les ordres de 14 officiers et sous-officiers effectuent la rafle dans les appartements de la communauté juive romaine. Aucun Italien n'étant estimé digne de confiance pour effectuer cette tâche par Keppler.
Une centaine d'hommes effectue la tâche à l'intérieur du ghetto et dans les voies adjacentes et d'autres dans les secteurs choisis par le commandement allemand, ailleurs dans la ville.
La Gestapo bloque d'abord les accès routiers, puis fait évacuer les édifices, un par un en rassemblant leurs occupants dans la rue. Les vieux, les handicapés et les malades sont jetés sans ménagement hors de leurs habitations; des enfants terrorisés s'accrochent aux jupes de leur mamans et des femmes âgées implorent en vain pitié.
Malgré la brutalité de l'opération, les cris et les prières, les personnes se rangent de façon tellement disciplinée qu'aux dires même de Kappler « aucun coup de semonce n'a été nécessaire ».
Kappler, dans son rapport, atteste que « la population italienne a, sans équivoque, adopté une attitude de résistance passive. Pendant que la police allemande pénétrait dans les maisons, des tentatives de cacher les Juifs dans des appartements voisins étaient fréquentes et dans certains cas probablement couronnées de succès. La partie antisémite de la population est restée discrète pendant l'opération et des mouvements de foule ont parfois tenté de bloquer certains policiers isolés loin des Juifs ».
Le nombre de personnes raflées est de 1 259. Nombreux sont ceux encore habillés pour la nuit. Ils sont chargés sur des camions militaires et transportés provisoirement au Collège militaire  installé dans le Palais Salviati, 82-83 via della Lungara ; ils restent dans les locaux et dans la cour du collège trente heures environ dans des conditions très précaires. Parmi eux se trouve un nouveau-né fruit de l'accouchement le 17 octobre d'une femme de 24 ans, Marcella Perugiale.
La vérification du statut des prisonniers a permis la libération de 237 d'entre-deux ; il s'agit de citoyens étrangers, dont un de nationalité vaticane, des membres de familles ou unions mixtes, dont les membres juifs et d'autres de race aryenne.
Une femme catholique se déclare juive afin de ne pas abandonner un petit orphelin qui lui avait été confié.

## Le silence du pape
Le pape est informé de la rafle par la princesse Enza Pignatelli, une de ses anciennes élèves qui avait assisté en partie à la rafle et qui s'était aussitôt rendue au Vatican pour lui demander audience. Pie XII se mit en communication téléphonique avec le cardinal secrétaire d'État Luigi Maglione afin qu'il s'occupe de la question.
Il s'ensuivit une conversation avec l'ambassadeur allemand près le Saint-Siège, Ernst von Weizsäcker, auquel le secrétaire d'État demanda d' « intervenir en faveur de ces pauvres bougres » se plaignant du fait « que justement à Rome, sous les yeux du Saint-Père on fasse souffrir autant de personnes seulement pour leur appartenance à une race déterminée ».
À la demande de Weizsäcker sur le possible comportement du Saint-Siège dans le cas où la rafle des Juifs continuerait, Maglione répondit que « Le Saint-Siège ne voudrait pas être forcé de désapprouver cette façon de faire ».
Weizsäcker proposa et obtint que la protestation du Vatican soit envoyée par lettre au recteur de l'Église allemande à Rome Alois Hudal, adressée au général commandant de Rome Rainer Stahel, dans laquelle le prélat souhaitait la « non-répétition des arrestations afin d'éviter l'intervention publique du pape contre ceux-ci ».
Pour le reste, Pie XII garda un silence réservé sur l'affaire.

## La déportation
Le dimanche 17 octobre, un fonctionnaire du Vatican se rendit au Collegio Militare, se limitant à demander la libération des Juifs baptisés. Cette requête fut rejetée car, sur la base de la législation allemande en vigueur à l'époque, les Juifs convertis appartenaient toujours à la race juive.
Les personnes arrêtées furent transférées à la gare Rome Tiburtina, chargées sur un convoi composé de 18 wagons à bétail.
Costanza Calò, une femme ayant échappé à la rafle, et qui ne voulut pas abandonner son mari et ses cinq enfants capturés, les rejoignit.
Le convoi, parti le lundi 18 octobre à 14h05, arriva au camp d'Auschwitz le 22 octobre à 23h. Les déportés restèrent enfermés dans les wagons jusqu'à l'aube. Entre-temps, quelques personnes âgées étaient mortes et au nord de Padoue, le jeune Lazzaro Sonnino réussit à s'échapper en sautant du convoi. Sonnino ne figure toutefois pas parmi la liste des personnes ayant survécu car son sort reste inconnu.
Une fois sortis des wagons, les déportés furent divisés en deux colonnes : d'un côté 820 personnes jugées physiquement inaptes au travail et de l'autre 154 hommes et 47 femmes déclarées physiquement sains.
Les 820 personnes du premier groupe furent immédiatement conduites dans les chambres à gaz nommées « zone douche ». Le jour même, leurs cadavres lavés avec un jet d'eau et privés des dents en or furent brûlés dans les fours crématoires.
Ceux du deuxième groupe furent transférés dans d'autres camps d'extermination. Ceux qui restèrent à Auschwitz périrent tous.
À la fin du conflit, seuls 15 hommes et une femme retournèrent en Italie. L'unique femme survivante Settimia Spizzichino, survécut aux tortures du camp de concentration de Bergen-Belsen. Voici ce que dit Ettore Scola de sa rencontre avec elle :

« Cet épisode m’est arrivé pendant que je tournais le court métrage 1943-1997 où l'on voit au début la rafle destinée à arrêter tous les Juifs du ghetto de Rome. Pendant qu’on tournait, une vieille dame s’est évanouie. Évidemment, on a arrêté les prises de vues, elle a été secourue, on l’a amenée dans un bar à côté. Elle s’appelait Spizzichino, elle était une des dernières survivantes de la rafle de 1943, une rescapée d’Auschwitz, elle avait encore le tatouage sur le bras. Cela m’avait marqué, je m'étais senti coupable d’avoir indirectement ravivé le malheur de cette vieille femme, alors j’ai voulu refaire la scène. Si on connaît Rome, on reconnaît tout de suite la synagogue et le quartier juif, sinon on ne comprend le sens de la séquence que lorsqu'on découvre le tatouage sur le bras. Le public peut avoir des impressions sans comprendre comment elles naissent »

— Entretien avec Ettore Scola sur son film « Gente di Roma » (2003)
Le nombre total des déportés juifs pendant la période de l'occupation allemande de Rome est de 2,091 personnes 1 067 hommes ; 743 femmes ; 281 enfants ; parmi eux, 73 hommes, 28 femmes (mais aucun enfant) sont rentrés de captivité.

## Comportement du Vatican après la déportation

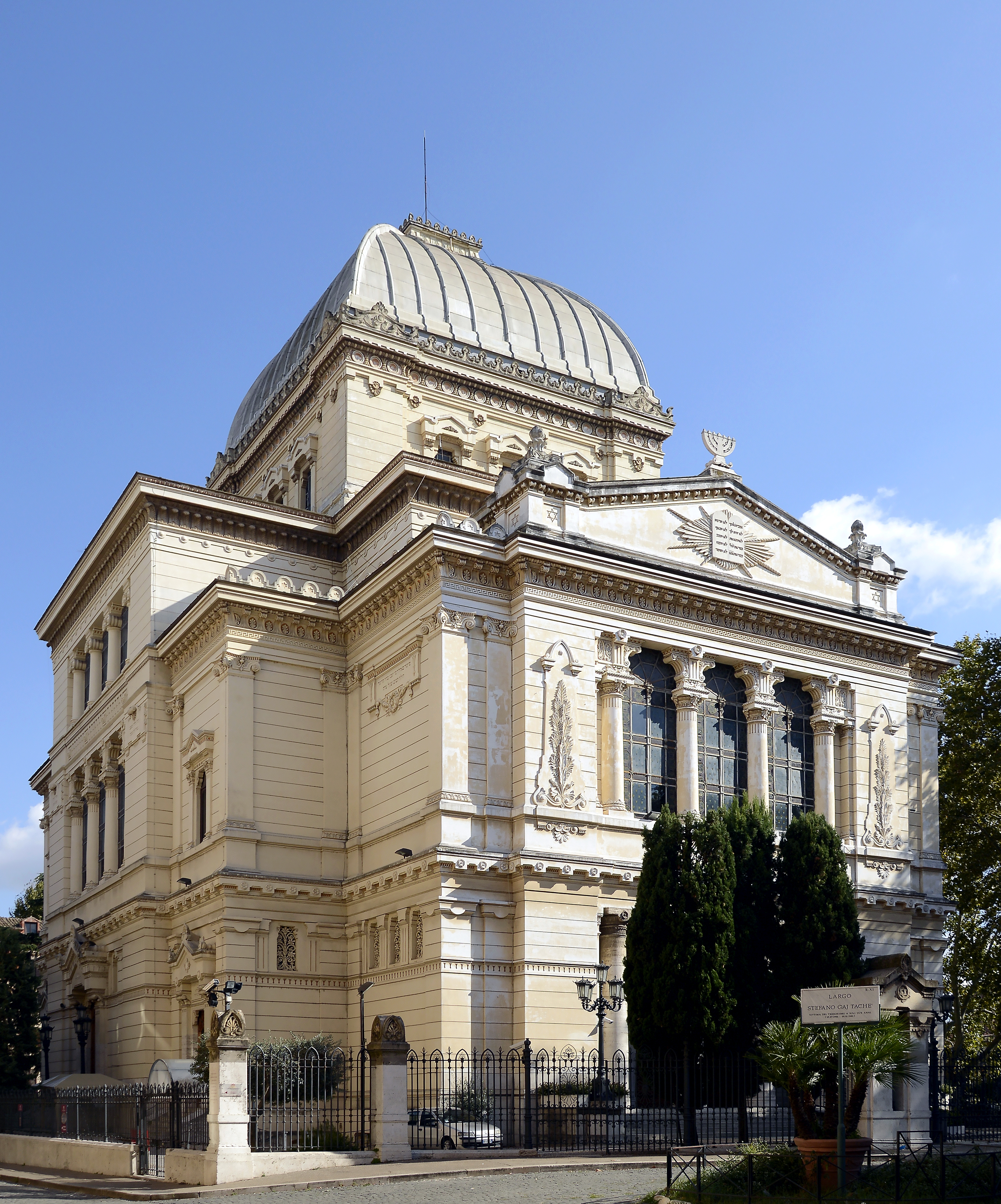
La synagogue du ghetto.

Ce n'est que le 25-26 octobre, quand les Juifs du ghetto étaient déjà arrivés à Auschwitz et que la plus grande partie avait déjà été supprimée qu'un article parut dans l'Osservatore Romano voulant justifier le comportement du Saint-Siège. Le texte en est le suivant : L’Augusto Pontefice non ha desistito un solo momento dal porre in opera tutti i mezzi in suo potere per alleviare le sofferenze che in qualunque modo sono conseguenza dell’immane conflagrazione. Questa multiforme e incessante azione di Pio XII, in questi ultimi tempi si è anche maggiormente intensificata per le aumentate sofferenze di tanti infelici.
Le pape Pie XII serait intervenu, en vain, pour s'assurer que les autorités allemandes ne procéderaient pas à des déportations.
Le  28 octobre 1943, Weizsäcker, dans sa relation avec le ministre des Affaires étrangères allemand pouvait rassurer le gouvernement nazi sur le fait que « le Pape, bien que sollicité par diverses parties, n'a pris aucune position contre la déportation des juifs de Rome et qu'il a fait tout son possible afin que cette délicate situation ne puisse compromettre les rapports avec le gouvernement allemand et les autorités allemandes de Rome. Vu que, sans doute, il ne sera plus effectué à Rome d'actions contre les Juifs, on peut estimer que cette épineuse question est résolue »
Il faut néanmoins signaler un fait révélé récemment par le secrétaire d'État du Saint-Siège, le cardinal Tarcisio Bertone, : le 25 octobre 1943, Pie XII a émis une directive destinée à tous les ecclésiastiques italiens dans laquelle il indiquait la nécessité d'accueillir les Juifs persécutés par les nazis dans tous les lieux religieux, instituts et même les catacombes.
Il faut noter diverses formes de résistance passive de la part de prélats comme Roberto Ronca et Pietro Palazzini et de tout le clergé en général qui pratiqua l'accueil clandestin dans les couvents et dans les structures religieuses chrétiennes de 4,447 juifs recensés,.
Le pape Pie XII lui-même, auquel beaucoup reprochent l'absence de prise de position publique dénonçant les déportations de Juifs, a protégé des Juifs, notamment en ordonnant que des réfugiés politiques et des Juifs soient abrités dans le couvent romain des Santi Quattro Coronati. D’ailleurs, Israel Zolli, grand-rabbin de Rome de 1940 à 1944, se convertit au catholicisme en 1945 et choisit comme nom de baptême Eugenio Pio, hommage à Pie XII en raison de son action pour les Juifs de Rome pendant la Seconde Guerre mondiale. Zolli écrit notamment : « La rayonnante charité du Pape, penché sur toutes les misères engendrées par la guerre, sa bonté pour mes coreligionnaires traqués, furent pour moi l’ouragan qui balaya mes scrupules à me faire catholique ».
Beaucoup de simples citoyens ont aussi accueilli des Juifs tandis que d'autres les ont dénoncés afin d'encaisser la récompense promise par les Allemands pour chaque arrestation.
Même si le Saint-Siège a agi, il n’a pas pu empêcher le départ du train pour Auschwitz du 18 octobre 1943, trois jours après la rafle du ghetto. Le seul fait certain est que ce fut le seul convoi qui soit parti de Rome pour Auschwitz.

## Reconnaissance
- Médaille d'or à la valeur civile